# 桂昂
宗室桂昂（1827年 - 1888年），愛新覺羅氏，清朝正蓝旗宗室，字薌林，號杏村，清朝政治人物、同進士出身。

## 生平
咸豐二年（1852）壬子顺天鄉試中舉，同治元年（1862年）壬戌科三甲五十七名進士，改庶吉士。后升任詹事府少詹事、詹事。光緒五年，任國子監祭酒、內閣學士。光緒六年，任殿試讀卷官、正白旗蒙古副都統。光緒八年，任馬蘭鎮總兵，兼總管內務府大臣。

## 家庭
- 先祖安和親王岳樂，饒餘郡王阿巴泰第四子。
- 世祖安慤郡王瑪爾琿。
- 太高祖已革奉恩將軍華彬。妻納喇氏（父頭等侍衛穆塞）。胞兄多羅安節郡王華玘。
- 高祖追封奉恩輔國公錫貴。胞兄頭等侍衛錫全。
- 曾祖 (追)輔國公岱英。
- 祖父宗室明亮。祖母鈕祜祿氏（父布政使常亮）。
- 父宗室伊車穆楞額。母范佳氏（父镶黄旗汉军、袭男爵范舒庭，高祖陝西巡撫、鑲白旗漢軍都統范時捷，先祖一等子爵范承斌、文肅公范文程）。
- 养父（胞伯）宗室保崇。
- 胞兄宗室桂端，理事官。妻姚佳氏（父内务府正白旗汉军斌禾，胞叔同治四年（1865年）乙丑科进士斌敏；胞叔科举人、内务府慶豐司郎中斌椿，1866年受清總理各國事務衙門委派，带领“斌椿使团”考察欧洲11个国家）。其子一宗室托普，妻喜塔臘氏（父正白旗满洲崇芳，曾祖盛住，曾姑母喜塔臘氏封嘉庆帝之孝淑睿皇后，高祖(追)三等承恩公和爾經額）；子二光緖二十年甲午科举人、宗室世延（庶母张氏），妻裕瑚鲁氏（父镶黄旗满洲、咸丰二年顺天乡试举人恩元，祖父道光丙申進士承齡）。
- 胞姊愛新覺羅氏，嫁正蓝旗滿洲、道光庚子科進士蘇完呢瓜爾佳氏毓雯。
- 子宗室鈺普，妻喜塔臘氏（父正白旗满洲崇芳）。